# Hemistola acyra
Hemistola acyra là một loài bướm đêm trong họ Geometridae.